# Trullars (Clariana de Cardener)
Trullars o Trullàs és una masia inclosa a l'Inventari del Patrimoni Arquitectònic de Catalunya situada al municipi de Clariana de Cardener, a la comarca catalana del Solsonès.

## Situació
La masia està situada a la part sud-oest del terme municipal, a tocar del de Riner. S'alça als plans que s'estenen al cap de les costes del marge esquerre de la rasa d'Anglerill, no lluny de la masia de Villorbina, de Riner.
S'hi va per la carretera de Freixinet a Su, agafant un trencall asfaltat que es troba a 2,8 km. de Freixinet i a 2 de Su (41° 53′ 58″ N, 1° 34′ 44″ E / 41.899568°N,1.578829°E). Està ben senyalitzat. Als 1,8 km es pren el camí de la dreta (el de l'esquerra porta a Villorbina) i al cap de 2,8 km. s'arriba a la masia.

## Descripció

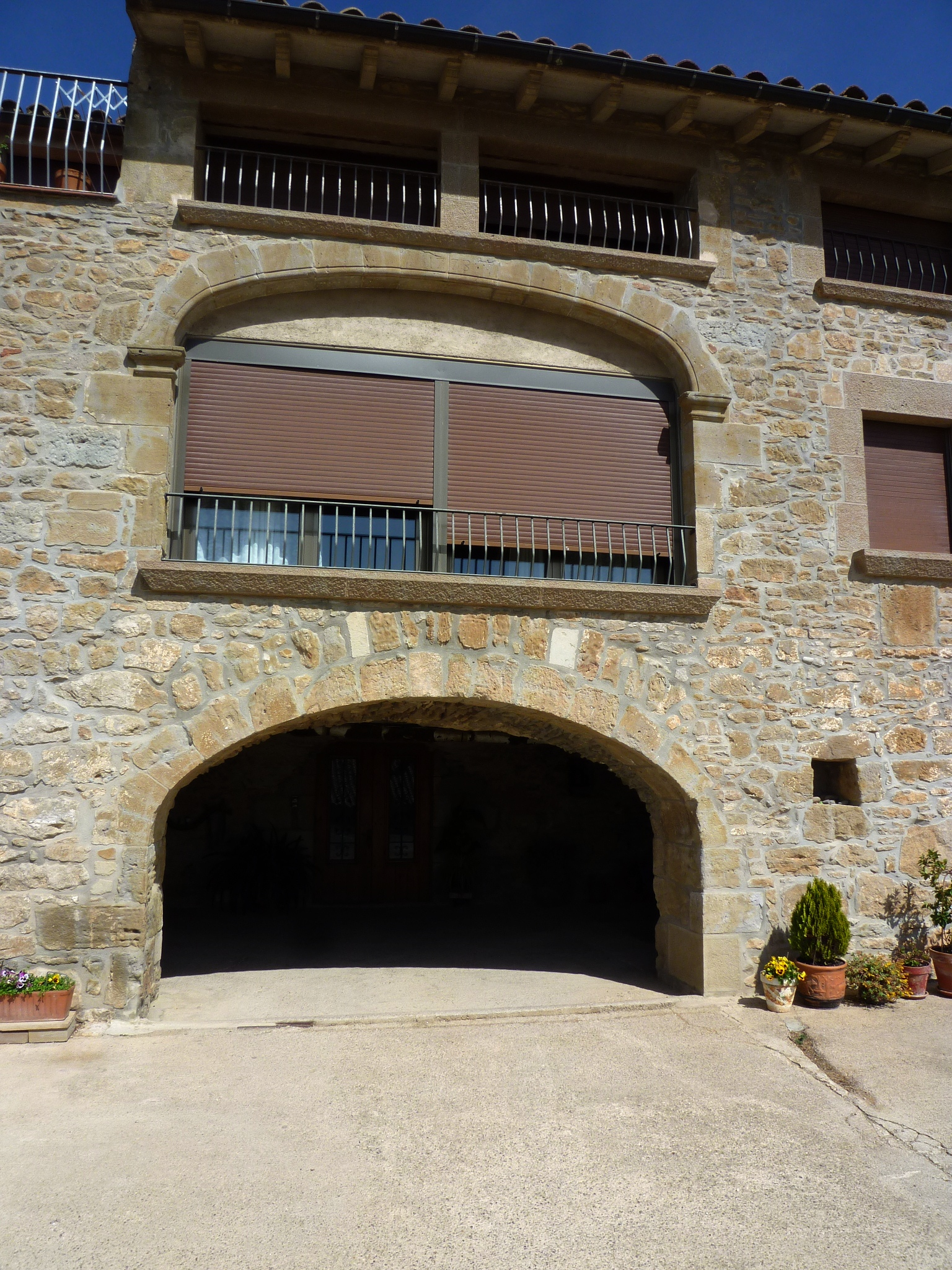
Façana sud

Masia de planta rectangular, amb teulada a doble vessant. Orientada a nord-sud. Façana principal a la cara sud, amb porta d'arc de mig punt i adovellada. Hi ha petites obertures allindades a les quatre cares. Consta de planta baixa i dos pisos; la planta baixa amb sòl de pedra i coberta amb volta de canó. A la cara nord-oest, hi ha una gran terrassa a la part superior.
El parament és de carreus irregulars, no en filades. La construcció moderna és arrebossada

## Història
La zona que ocupa la masia de Trullars, pertany a la part de territori repoblat i organitzat als segles XI- XII